# Scolopendra abnormis
Scolopendra abnormis – gatunek parecznika z rzędu skolopendrokształtnych i rodziny skolopendrowatych. Osiąga 95 mm długości. Ograniczony w swym zasięgu do dwóch wysp Mauritiusu. Uznany za narażony na wyginięcie (VU).

## Taksonomia
Gatunek ten został odkryty w 1993 roku i opisany w roku 1996 przez Johna G. E. Lewisa i Petera Daszaka.

## Opis
Okazy z Île Ronde mają 60 do 82 mm długości ciała. Czułki u nasady barwy jasnożółtej do jasnobrązowych, przechodzą dystalnie w barwę szarawozieloną do szarawoturkusowej. Głowę mają brązowawożółtą, a tułów żółtawobrązowy z tytoniowobrązowymi krawędziami tylnymi tergitów. Odnóża kroczne barwy szarawożółtej lub jasnożółtej z szarawozielonym zabarwieniem. Odnóża końcowe brązowawożółte bądź rudozłote.
Okazy z Île aux Serpents mają 78 do 95 mm długości ciała. Czułki u nasady barwy szarawożółtej lub pomarańczowożółtej, a w części dystalnej szawawożółte bądź oliwkowobrązowe. Głowa i tułów oliwkowobrązowe. Odnóża kroczne jasnożółte do szarawożółtych, przy czym 3 ostatnie pary z niebieskim zabarwieniem. Odnóża końcowe pomarańczowe lub brązowawopomarańczowe.

## Pozycja troficzna
Do poznanych drapieżników polujących na tę skolopendrę należą: scynk Leiolopisma telfairii na Île Ronde oraz gekon Nactus serpensinsula, a do poznanych pasożytów: Grebnickiella sp. i kokcydia z rodzaju Adelina. W skład diety skolopendry wchodzą natomiast karaczany i ptasia padlina. W hodowli przyjmowały również świerszcze.

## Występowanie
Parecznik ten jest endemitem Mauritiusu, gdzie występuje tylko na dwóch wyspach: Île Ronde i Île aux Serpents. Na Île Ronde najwięcej okazów spotykano pod kamieniami i między płytami tufu wulkanicznego, a szczególnie częste były w pęknięciach skał o południowej ekspozycji. Ponadto znajdywane były wśród martwych liści u nasady palm z rodzaju Latania. Nie spotykano ich na terenach z rozwiniętą pokrywą glebową czy bujną roślinnością. Na Île aux Serpents skolopendry te znajdywane były w sieci norek w wilgotnej, torfopodobnej glebie wypełniającej przestrzenie między płytami skał, mimo braku na tej wyspie rozwiniętej wegetacji. Osobniki na tej wyspie prowadzą typowo nocny tryb życia. Gęstość populacji szacowana jest na powyżej 12 osobników dorosłych na m² powierzchni pokrytej płytami tufu. Całość populacji na Île aux Serpents oszacowano na 10 do 15 tysięcy.
Przypuszcza się, że przodek S. abnormis skolonizował wyspę Mauritius kilka milionów lat temu, osiągając potem zewnętrzne wyspy dryfując bądź przemierzając istniejący w czasie epoki lodowcowej most lądowy. Na samym Mauritiusie mógł zostać wyparty przez S. morsitans.

## Zagrożenia i ochrona
W Czerwonej księdze gatunków zagrożonych IUCN gatunek ten ma status narażonego na wyginięcie (VU). Możliwe jest, że populacje na Île Ronde i Île aux Serpents mają charakter reliktowy; można by przypuszczać, że ulegną one redukcji w wyniku działalności człowieka. Populacje na obu wyspach wyglądają jednak na zdrowe i nie zagraża im wyginięcie. Co więcej, działania ochronne prowadzone na Île Ronde mogą mieć niekorzystny wpływ na tamtejszą populację, gdyż gatunek ten wydaje się preferować jałowe siedliska o skąpej szacie roślinnej. Zagrożeniem dla populacji na obu wyspach może być zawleczenie tam potencjalnych drapieżników, jak np. ryjówki, co jednak nie jest prawdopodobne (intensywny monitoring na Île Ronde oraz brak stanowisk cumowniczych na Île aux Serpents). Nie powiodły się próby rozmnażania tego gatunku w warunkach hodowlanych.